# Суземка (станція)
Суземка — прикордонна проміжна залізнична станція 3-го класу Брянського відділення Київського напрямку Московської залізниці. Найближча до Державного кордону з Україною станція Московської залізниці. Від станції Суземка відгалужується лінія у напрямку міста Трубчевськ (однойменна станція, код ЕМР — 204268) і смт Біла Березка (однойменна станція, код ЄМР — 204253). Нині на цій дільниці здійснюється лише вантажний рух, пасажирський рух припинений з 2004 року). 
На вокзалі розташований прикордонний та митний пост. Станція Суземка-Експорт має окремий код ЄМР — 204408

## Історія
Станція Суземка відкрита у 1893 році, під час будівництва магістральної лінії Брянськ — Конотоп.
У 1967 році станція електрифікована змінним струмом (~25 кВ) у складі дільниці Брянськ — Хутір-Михайлівський.
У 1999 році на станції введена в експлуатацію система ЕЦ МРЦ-13 (електрична централізація стрілок і сигналів по альбому маршрутно-релейної централізації).

## Пасажирське сполучення
До 18 березня 2020 року на станції Суземка зупинялися пасажирські поїзди для проходження прикордонного та митного контролю, що прямували з Києва, Кишинева, Львова, Миколаєва, Одеси, Хмельницького до Москви-Київської та зворотно.
До 19 травня 2019 року курсував поїзд № 78/77 сполученням Ковель — Москва[джерело?]. З того дня рух міжнародних поїздів припинився: з/до України здійснювався лише рух вантажних поїздів. З 24 лютого 2022 року, з початком повномасштабного російського вторгнення в Україну, остаточно припинено і вантажний рух, ділянка залізниці до кордону з Україною не використовується[джерело?].
Для приміських поїздів з Брянська, Жуківки, Орджонікідзеграда станція є кінцевою.